# Comarca de Huéscar
Comarca de Huéscar és una comarca i partit judicial situada en l'extrem nororiental de la província de Granada. Aquest territori limita al nord amb la comarca de Sierra del Segura, a Albacete, i el Nord-oest Murcià, en la Regió de Múrcia; a l'est amb Los Vélez, a Almeria; al sud amb Baza; i a l'oest amb Sierra de Segura i Sierra de Cazorla, a Jaén. És, per tant, una de les poques comarques espanyoles que limiten amb quatre províncies distintes, amb una combinació de cultura i tradicions tant granadines com manxegues -principalment en la seva gastronomia- i murcianes. Aquesta zona és considerada com el "Llevant granadí" La comarca està conformada pels següents municipis: 
| Municipi               | Superfície   | Población (2006) | Densitat       | Ajuntament (2007) |
| ---------------------- | ------------ | ---------------- | -------------- | ----------------- |
| Castilléjar            | 131,33 km²   | 1.619 hab.       | 12,33 hab./km² | PSOE              |
| Castril                | 243,26 km²   | 2.581 hab.       | 10,61 hab./km² | PSOE              |
| Galera                 | 117,89 km²   | 1.119 hab.       | 9,49 hab./km²  | PSOE              |
| Huéscar                | 473,46 km²   | 8.212 hab.       | 17,34 hab./km² | PSOE              |
| Orce                   | 324,96 km²   | 1.387 hab.       | 4,27 hab./km²  | IU                |
| Puebla de Don Fadrique | 523,38 km²   | 2.565 hab.       | 4,90 hab./km²  | PSOE              |
| TOTAL                  | 1.814,28 km² | 17.483 hab.      | 9,82 hab./km²  |                   |

## Economia
La comarca de Huéscar es caracteritza per un cert envelliment de la població a causa de l'emigració i a taxes de natalitat molt baixes. Les principals fonts de riquesa corresponen al sector primari, la construcció i els serveis, amb escàs desenvolupament del sector industrial (excepte l'agroalimentari i el tèxtil), i un feble índex de creació d'empresa. Subsisteix una certa dependència a les rendes per atur, així com l'existència d'una economia submergida, encara que ambdós fenòmens han disminuït a les últimes dècades. En el sector primari, i més concretament a l'agricultura, el secà ocupa la major part de la superfície cultivable, predominant els cultius de cereals, el gira-sol i les llegums, a més d'arbres fruiters, vinya i ametller, amb un incipient desenvolupament de l'hortofruticultura. També té gran importància la ramaderia per albergar un gran nombre de caps, fonamentalment oví i el caprí, i en menor importància el porcí. L'ovella segureña és un recurs econòmic important, i molt prometedor.

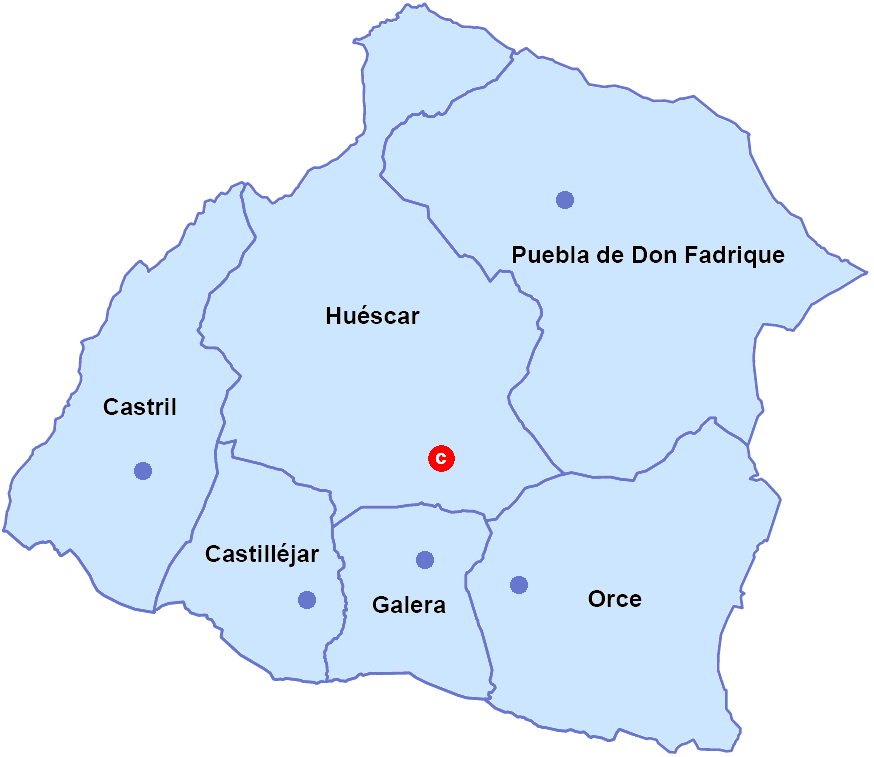
Mapa de la comarca de Huéscar

En el sector secundari destaca bàsicament la indústria tèxtil i la indústria agroalimentària (especialment de la càrnia), capaç d'obrir importants mercats fora de la província. La construcció travessa un bon moment, coexistint petites empreses autònomes amb unes altres que tenen un nivell important de facturació. En el sector de serveis predomina d'una banda el sector públic, lligat especialment a la sanitat i a l'educació, i d'altra banda el comerç, encara que precisa modernitzar-se. Quant al sector turístic, el potencial és elevat, però ha de solucionar els problemes estructurals dels quals en l'actualitat emmalalteix.